# ドサ健ばくち地獄
『ドサ健ばくち地獄』（ドサけんばくちじごく）は、阿佐田哲也による日本の小説。
『麻雀放浪記』の登場人物・ドサ健を主人公としたスピンオフ作品。『麻雀放浪記』にて出目徳の死から10年後の物語がドサ健の視点で物語が進む。登場するギャンブルは麻雀を始め、手ホンビキ、チンチロリン、ブー麻雀、牌ホンビキ。
作者は、本作以前にドサ健を含めた男たちの修羅場を記していたが、それ以来、電車の中や喫茶店で見知らぬ人々から「ドサ健はどうした」と声をかけられたことから、本作をドサ健を主人公に添えて執筆するに至った。

## あらすじ
前作『麻雀放浪記』にて出目徳の死から10年後、昭和32年。ドサ健はその後も博打を打ち続けていた。ドサ健は、その先も数多くの博打打の猛者と白熱した勝負を繰り広げていく…。

## 登場人物
ドサ健（ドサけん）
前作『麻雀放浪記』の主要人物で、本作の主人公。上野（ノガミ）を本拠地とする生粋のバイニン。
自身に博打の借金をしていた殿下に取り立てに行ったことがきっかけで、殿下の愛人の相手である葬儀屋と共に千本塚にある手ホンビキの賭場に赴くことになる。その賭場では浮いたり沈んだりした末に、胴元を務め、合力から好印象を持たれたことから博打の腕は健在。
殿下
本名「本田玲子」。28歳。スナックを経営する葬儀屋の愛人。アパートで一人暮らしをしており、「ばくち狂い」で貧乏生活を送っているため、「葬儀屋の愛人」業が主な収入源。ドサ健いわく「容姿には恵まれている」。かつてはクラブの売れっ子ホステスであり、「殿下」という呼び名もこの頃の源氏名であり、やがて彼女を知る者の愛称となった。
ドサ健に博打の借金があり、一か月も滞納していたためにドサ健に借金返済を催促されるが、貧乏生活から逃れたいために葬儀屋の愛人から後妻になろうと目論み、表向きには「三月も前から博打をやめた」ことにしているが、葬儀屋が顔を出さない賭場にのみ博打を打ち続けている。ドサ健からは、愛人の相手である「葬儀屋に肩代わりしてくれるだけでいい」と交渉されるが、のらりくらりで断ろうとした所をドサ健に「借りたら払う。払えなきゃ、それに見合う実意を見せる」、「そのルールが守れないなら博打をするな」と一喝される。また、葬儀屋の後妻になることをドサ健に話しても「（殿下は）美人だがばくち狂い」であることに加え、「葬儀屋もばくちをやるが、ばくちをやる男は固い女を欲しがる。二人でばくちをしたら家が潰れる」、「愛人としては便利だが、男は殿下みたいな博打中毒の女を妻にしない」と諭され、極めつけは「今夜、葬儀屋から縁切りされるかもしれない」と言われるが、その不安は現実となってしまう。
ドサ健と揉めている最中に葬儀屋が現れ、彼から借金を肩代わりされた上に「金でケリをつけるのが簡単だ。殿下はそこがわかっていないから負い目が大きくなる」と説教される。そのことを逆恨みし、千本塚に向かうタクシイで葬儀屋と共に去ろうとするドサ健に悪態をついた。
その後、自身も千本塚にある手ホンビキの賭場に現れ、以前に葬儀屋から手切れ金として渡された小切手を工藤に換金してもらい、賭場に臨む。しかし、ドサ健の胴元で金を賭け切ってしまい、その場を去る。その後、後から追ってきたドサ健に「スナックの権利書を売って地下賭場の女主人」になることを薦められる。
葬儀屋
本名「高島」。ふくよかな体系で、ドサ健から「デブの葬儀屋」と呼ばれている。妻帯者だったが、殿下がドサ健と出会った時点で既に故人となっている。殿下と愛人関係を持っているが、彼女が博打中毒である上に「物の道理を分かっていない」という理由により、ドサ健が殿下と揉めている以前から愛想をつかしており、手切れ金として小切手を渡していた。
工藤の息子の「助かり」で千本塚の賭場（シキ）に向かう途中、殿下と揉めていたドサ健と出会う。ドサ健から借金の肩代わりを催促されるが、それを受け入れて「小切手を渡す」形であっさりと解決した。その上でドサ健から借金して、彼と共に千本塚にある手ホンビキの賭場へと向かう。本人曰く「借金は返すが、金を無駄にするのは嫌い」とのことで、ドサ健から「なぜばくちをやるのか」と問われた際には「ばくちは面白い。心してやればこんな儲かるものはない」、「物の道理を知らない奴は潰れていく」と返している。
千本塚での賭場では、自身も張り子として浮いたり沈んだりしていたが、利之助が大勝ちした後、自身が胴元を務めることになる。しかし、それを前後して殿下が賭場に駆け付けた際にはそのプレッシャーから初目（ショナ）で降りようとしたが、「胴元は最低2回は引かないと降りることはできない」というルールに従わなければならなかった。結果、持ち金は少し沈んでしまい、工藤に「借金はこの次に」とその場を去り、胴元をドサ健に交代した。
工藤
洲崎で女郎屋を営む男。千本塚にある賭場の施主（プロデューサー）を務める。息子がおり、その息子が葬儀屋に「助かり」を施したことで彼およびドサ健を千本塚の賭場に導くことになる。
過去にドサ健から「手なぐさみ」を教わったことがあり、その縁でドサ健と再会した際には驚いていた。
利之助
千本塚の賭場で手ホンビキの胴元を務めるバイニン。物腰の柔らかい中年男性。中年となった現在まで手ホンビキで凌いできたため、「ソツ」がない。
アラさんが仕掛けた大勝負に難なく勝利し、大金を回収した後、場を洗って胴元を葬儀屋に交代した。
合力（ごうりき）
名前は不明。手ホンビキの賭場で「配当世話係」を務める男（たち）。ドサ健が胴元を務めた際には「いい目（ツナ）！」と思わず驚き笑っていた。
アラさん
千本塚の賭場に参加したバイニン。見た目は「利之助よりやや若いくらい」。
「やはりこの道一筋」と表現されているように大変な自信家であり、利之助の前に大金を張って大勝負に臨む。しかし、出目を読み誤り敗北し、無言でその場を去っていった。

## 書籍
- 阿佐田哲也 『ドサ健ばくち地獄』 角川書店 〈角川文庫〉 全2巻（上・下巻）。
  1. 1984年9月10日初版発行 1984年8月27日発売 上巻 ISBN 4-04-145964-8
  2. 1984年9月10日初版発行 1984年8月27日発売 下巻 ISBN 4-04-145965-6

## オリジナルビデオ
2000年『ドサ健 麻雀地獄』のタイトルで映像化。
- 監督：雑賀俊郎
- 脚本：林誠人
- 出演：坂上忍（主演）、浅香唯、遠山俊也、きたろう、寺田農、火野正平、田付貴彦、中野若葉